# Thomas Stuer-Lauridsen
Thomas Stuer-Lauridsen, född 29 april 1971, är en dansk idrottare som tog brons i badminton vid olympiska sommarspelen 1992 i Barcelona.